# Serie 1-2 de CCFPP
La Série 1-2, igualmente conocida como Fairlie, fue un tipo de locomotora de tracción a vapor, que fue utilizado por la Compañía del Camino de Hierro de Porto a Póvoa y Famalicão, en Portugal.

## Historia

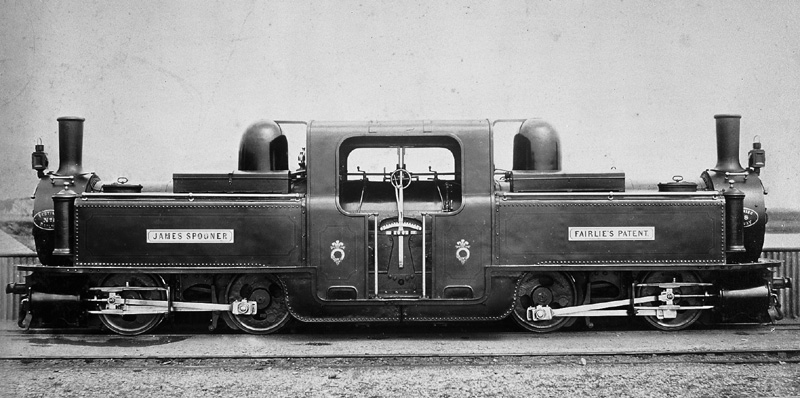
Locomotora semejante a la Serie 1-2, utilizada en el Ferrocarril de Ffestiniog, en el Reino Unido.

Esta serie fue fabricada en 1875 por la empresa británica Vulcan Foundry, para la Compañía del Camino de Hierro de Porto a Póvoa y Famalicão.

## Características
Esta Serie estaba compuesta por 2 locomotoras de ancho 3'00' (914 mm) siendo la primera bautizada como Río Ave, y la segunda como Río Douro. Fueron las únicas locomotoras portuguesas con mando doble, y una cabina central.

## Ficha técnica

### Características generales
- Fabricante: Vulcan Foundry[1]
- Ancho: 1000 mm[1]
- Número de unidades: 2[1]